# 중앙셈어군

붉은색이 고대의 중앙셈어군 언어 분포를 가리킨다

중앙셈어군(Central Semitic languages)은 셈어파를 이루는 주요 어군 중 하나이다. 일부 반론도 있으나 하위 분기는 크게 아랍 제어와 북서셈어군으로 나누는 것이 통설이며, 현대 북서셈어군은 다시 아람어와 가나안 제어(히브리어, 페니키아어 등)으로 나누어진다. 가설적인 남셈어군과 비교적 가까운 관계로 보고 함께 서셈어군이라는 상위 분류로 묶는 학자도 있다.

## 같이 보기
- 셈어파